# Woodland Park (Colorado)
Pour les articles homonymes, voir Woodland Park.
Woodland Park est une ville du Colorado dans le comté de Teller aux États-Unis.
La ville doit son nom aux nombreux pins et épicéas qui peuplent la région. « Wood » signifie en effet « bois » en anglais.

## Démographie
| 1900 | 1910 | 1920 | 1930 | 1940 | 1950 |
| ---- | ---- | ---- | ---- | ---- | ---- |
| 269  | 163  | 125  | 194  | 372  | 391  |

| 1960 | 1970  | 1980  | 1990  | 2000  | 2010  |
| ---- | ----- | ----- | ----- | ----- | ----- |
| 666  | 1 022 | 2 634 | 4 610 | 6 515 | 7 200 |

Selon le recensement de 2010, Woodland Park compte 7 200 habitants. La municipalité s'étend sur 6,53 milles carrés (16,91 km2).